# Korobeïniki (film)
Pour plus de détails, voir Fiche technique et Distribution.
Korobeïniki (Коробейники) est un film russe réalisé par Vassili Gontcharov, sorti en 1910.

## Fiche technique
- Photographie : Vladimir Siversen